# Siscoelema
Siscoelema (Sisicolema) ist eine osttimoresische Aldeia im Suco Açumanu (Verwaltungsamt Liquiçá, Gemeinde Liquiçá). 2015 lebten in der Aldeia 337 Menschen.

## Geographie und Einrichtungen
Siscoelema bildet das Zentrum des Sucos Açumanu. Östlich liegen die Aldeias Hatumatilu und Quirilelo und westlich die Aldeia Caicasaico. Im Norden grenzt Caicasaico an den Suco  Darulete und im Süden an das zur Gemeinde Ermera gehörende Verwaltungsamt Hatulia B mit seinem Suco Urahou. Der Fluss Caicabaisala trennt den Norden Siscoelemas von der restlichen Aldeia ab. Im Süden bildet der Gleno die Südgrenze zu Ermera. Die Flüsse gehören zum System des Lóis. Ein Berg bildet das Zentrum der Aldeia. Der Caicabaisala bildet im Norden ein tiefes Tal. Ein zweiter Berg steigt nördlich davon an.
Im Zentrum der Aldeia liegt der Ort Siscoelema an der Straße, die die Aldeia auf dem Bergrücken durchquert. Die übrige Besiedlung von Caicasaico besteht aus einzeln stehenden Häusern und kleinen Weilern. Im Dorf Siscoelema befinden sich der Sitz des Sucos Açumanu und eine Grundschule.

## Geschichte
Im Suco Açumanu setzte die UDT während des Bürgerkrieges gegen die FRETILIN am 13. August 1975 ihre Flagge und ermordete sechs Menschen in den Aldeias Siscoelema und Hatumatilu. Teile der Bevölkerung flohen nach Leorema, nach Maubara oder in den nahen Wald.

## Politik
2023 wurde Romaldo Maria da Silva zum Chefe de Aldeia gewählt.